# Liste der Straßennamen von Frankfurt am Main/M

## Ma
Maaßenstraße, Riederwald
- Karl Georg Maaßen, Mitschöpfer des Deutschen Zollvereins. Die zunächst unbebaute Straße ist im Großen-Verkehrsplan Frankfurt am Main mit Vororten, einer Beilage zum amtlichen Adreßbuch von 1918 für Frankfurt am Main und Umgebung, im neuen Stadtteil Riederwald eingetragen. Sie erstreckt sich zwischen der Lahmeyerstraße und der Friedrich-List-Straße, ist also kürzer als die heutige Lassallestraße. Erste Bewohner der Maaßenstraße weist das amtliche Frankfurter Adressbuch des Jahres 1921 aus. Laut dem 1928er Adressbuch haben die bisherigen Bewohner der Maaßenstraße nunmehr Adressen in der Lasallestraße, die damit verlängert wurde.

Madrider Straße, Gallus
Madrid, Hauptstadt Spaniens
Magda-Spiegel-Weg, Kalbach-Riedberg
Magda Spiegel (1887–1944), jüdische Opernsängerin aus Prag, wurde 1917 an die Frankfurter Oper engagiert, wo sie als Altistin gefeiert wurde und 1935 ihren letzten Auftritt hatte. 1942 nach Theresienstadt verbracht, starb sie 1944 im KZ Auschwitz.
Mailänder Straße, Sachsenhausen
Mailand, Metropole der Lombardei und wichtigstes Wirtschaftszentrum Italiens, ist Partnerstadt von Frankfurt.
Mainberg, Höchst
Die Fortsetzung der Königsteiner Straße führt bergab an das Tiefufer des Mains.
Mainkai, Altstadt
Die Mainuferstraße zwischen Alter Brücke und Untermainbrücke ist der älteste Mainhafen der Stadt.
Mainkurstraße (alt), Bergen-Enkheim
wurde nach dem Zweiten Weltkrieg – bis zur Eingemeindung nach Frankfurt 1977 – zum Teilstück der heutigen Vilbeler Landstraße (zwischen Rumpenheimer Straße – etwa ab Florianweg – und Borsigallee). Die Mainkur ist eine Ortsbezeichnung nördlich des ursprünglichen Stadtteils Fechenheim.
Mainkurstraße, Bornheim
Die Mainkur (= Mainkehre) ist eine Ortsbezeichnung nördlich des ursprünglichen Stadtteils Fechenheim, wo der Main eine Kehre nach Süden beschreibt.
Mainzer Landstraße, mehrere Stadtteile
Seit dem Mittelalter die wichtigste Ausfallstraße in westliche Richtung, führte zur benachbarten Großstadt Mainz.
Malapertstraße, Nordend
Patrizierfamilie, ursprünglich aus den reformierten Niederlanden stammend, von wo sie um 1570 wegen damaliger Glaubensverfolgungen ins liberale Frankfurt umsiedelte. 1753 geadelt. Erbaute das prunkvolle „Salzhaus“ am Kleinen Hirschgraben. Dort wurde das aus den Bad Sodener Salinen gewonnene Salz sehr Gewinn bringend verkauft. Die Salinen waren 1437 durch gütige Hilfe des Kaisers in den Besitz der Stadt Frankfurt gekommen, die Familie Malapert hatte sich im 17. Jahrhundert als Miteigentümer eingekauft. Siehe auch Am Salzhaus.
Malßstraße, Dornbusch
Carl Balthasar Malß (1792–1848), Lokaldichter und Theaterdirektor in Frankfurt
Mammolshainer Straße, Gallus
Mammolshain, Stadtteil von Königstein im Taunus, Hochtaunuskreis. Außerdem ist der Mammolshainer Berg Radsportfans bekannt. Dieser enorm steile Anstieg ist stets Teil des Radrennens Rund um den Henninger-Turm.
Manderscheider Straße, Schwanheim
Manderscheid, Kurstadt im Landkreis Bernkastel-Wittlich/Eifel. Ehemals Sitz eines bedeutenden Grafengeschlechtes, das sich in mehrere Linien aufspaltete.
Mannheimer Straße, Gallus
Mannheim, bedeutende Industriestadt im Rhein-Neckar-Dreieck, vormals Residenzstadt der Kurpfalz. Der ursprüngliche Name der Straße war Gneisenaustraße
Manskopfstraße, Bockenheim
Friedrich Nicolas Manskopf (1869–1928), Frankfurter Weingroßhändler und leidenschaftlicher Sammler von Musikalien, Originalmanuskripten und Devotionalien aus der Musikwelt. Stiftete diese Sammlung Manskopf dem damaligen Musikhistorischen Museum, jetzt Teil der Universitätsbibliothek.
Mara-Jakisch-Platz, Bockenheim
Mara Jakisch (1905–2005) war eine deutsche Opernsängerin und Schauspielerin. Bekannt wurde sie in der Nachkriegszeit als Sibirische Nachtigall, eine Bezeichnung, die sich auf ihre langjährige Lagerhaft in der Sowjetunion bezog.
Marbachweg, Dornbusch, Eckenheim, Preungesheim
Die Straße hat ihren Namen nicht von der Stadt Marbach, sondern von dem ehemaligen Markbach, der bis ins 19. Jahrhundert die Frankfurter Gemarkung vom Umland trennte (siehe Frankfurter Landwehr). Der Bereich des vorgeschichtlichen Diebsgrundweges zwischen Eschersheimer Landstraße (Am Dornbusch) und Friedberger Landstraße wird 1911 mit der Eingemeindung Preungesheims in Marbachweg umbenannt. Dieser Markbach entsprang am Feldgericht beim Kühhornshof (heute Hessischer Rundfunk) (siehe Feldgerichtstraße).
Marburger Straße, Bockenheim
Marburg, bedeutende Universitätsstadt an der Lahn, im Landkreis Marburg-Biedenkopf.
Margaretenstraße, Rödelheim
nach der Margaretenstiftung für kranke und mittellose Bürger Rödelheims, aufgesetzt von Frau Philippine Müller Ende des 19. Jahrhunderts zum Gedenken an ihre früh verstorbene Tochter Margarete.
Margarete-Schütte-Lihotzky-Anlage, Praunheim
Margarete Schütte-Lihotzky (1897–2000) war die erste österreichische Architektin. Sie wurde für das Entwerfen der sogenannten Frankfurter Küche international bekannt.
Margarete-Susman-Weg, Kalbach-Riedberg
Dr. h. c. Margarete Susman (1872–1966), Philosophin, Poetin, Essayistin jüdischen Glaubens. Schrieb ab 1907 Rezensionen für die Frankfurter Zeitung, lebte von 1928 bis zu ihrer Emigration 1933 in Frankfurt, danach in Zürich. Engagierte sich zeitlebens für die Frauenemanzipation und den jüdisch-christlichen Dialog.
Margarete-Steiff-Straße, Kalbach-Riedberg
Apollonia Margarete Steiff (1847–1909) war die Gründerin der Spielwarenfabrik Steiff in ihrer Heimatstadt Giengen an der Brenz, die die bekannten Tiere mit dem Knopf im Ohr herstellt. Weltweit erfolgreich wurde der von ihrem Neffen kreierte Teddybär.
Margarete-und-Fritz-Kahl-Anlage, Bockenheim
Bockenheimer Arztehepaar, das in der Zeit des Nationalsozialismus Verfolgten Unterschlupf und medizinische Versorgung gewährte, obwohl dies lebensgefährlich war.
Margarete-Weber-Anlage, Eschersheim
Margarete Weber (1925–2005), Frankfurter CDU-Stadtverordnete für Eschersheim von 1962 bis 1993, ehrenamtliche Stadträtin und ab 1993 Stadtälteste. Nach ihr wurde 2010 eine Anlage in einem Eschersheimer Neubaugebiet benannt.
Marianne-Beuchert-Platz, Preungesheim
Marianne Beuchert (1924–2007), Frankfurter Floristin und Publizistin.
Mariannenstraße, Sachsenhausen
Marianne von Willemer (1784–1860), in Linz/Oberösterreich als Marianne Pinzgruber geboren, von Goethe hoch verehrte Frau, der er in seinem West-Östlichen Diwan und mit Gedichten ein Denkmal setzte.
Marie-Bittorf-Anlage, Dornbusch
Marie Bittorf (1886–1974), geboren in Mühlhausen/Thüringen, war eine Frankfurter Sozial-, Gesundheits- und Bildungspolitikerin, Mitbegründerin einer Gewerkschaft für Hausbedienstete sowie der Frankfurter AWO, Opfer des Nationalsozialismus. Die bereits 1990 vom Ortsbeirat gewünschte Benennung einer Grünanlage im Dichterviertel nach Marie Bittorf wurde vom Magistrat bis 2015 blockiert, da die Stadtälteste keine Literatin war.
Marie-Curie-Straße, Niederursel
Marie Curie (1867–1934), geboren in Warschau als Maria Skłodowska, war eine polnisch-französische Chemikerin und Physikerin, die sowohl den Nobelpreis für Chemie als auch den für Physik erhielt. Entdeckerin von Radium und Polonium. Erforschte die Radioaktivität. Nach ihr wurde das Element Curium benannt.
Marie-Juchacz-Platz, Riederwald
Marie Juchacz (1879–1956), Sozialreformerin, Frauenrechtlerin, Mitbegründerin der Arbeiterwohlfahrt
Marie-Luise-Kaschnitz-Straße, Niederursel
Marie Luise Kaschnitz (1901–1974) war eine deutsche Lyrikerin und Autorin von Erzählungen. Von 1941 bis zu ihrem Tod lebte und arbeitete sie überwiegend in Frankfurt. 1960 war sie Gastdozentin für Poetik an der Universität Frankfurt, 1966 erhielt sie die Goetheplakette der Stadt Frankfurt am Main und 1968 die Ehrendoktorwürde der Universität.
Marienberger Straße, Sossenheim
Bad Marienberg (Westerwald), Stadt im Westerwaldkreis/Rheinland-Pfalz
Marienburgstraße, Niederrad
Die Marienburg bei Danzig, polnischer Name Malbork, war der Hauptsitz des Deutschen Ordens, auch kurz Deutschorden genannt. Es soll sich dabei um den größten Backsteinbau Europas handeln. Dem Deutschorden gehörte über mehrere Jahrhunderte etwa ein Viertel von Niederrad, der Reichsstadt Frankfurt die  Mehrheit.
Marienstraße, Bahnhofsviertel
Ein Louis von Brentano hatte das Grundstück für den Bau dieser Straße abgetreten und darum gebeten, es nach seiner verstorbenen Frau Marie, geb. von Guaita, zu benennen.
Mark-Aurel-Straße, Heddernheim
Mark Aurel (121–180), Adoptivsohn von Kaiser Antoninus Pius, war von 161 bis 180 römischer Kaiser unter dem Namen Caesar Marcus Aurelius Antoninus Augustus. Wird auch Philosophenkaiser genannt.

Markomannenstraße, Unterliederbach
Die Markomannen waren ein suebischer Volksstamm der Germanen, ursprünglich östlich der Elbe angesiedelt, dann im heutigen Hessen, später in Böhmen. Führten mit dem römischen Reich mehrere Kriege. Seit dem 7. Jahrhundert in den Slawenstämmen aufgegangen, die nach Böhmen eindrangen.
Markt, Altstadt (auch Kramgasse oder Alter Markt)
Das alte Frankfurt besaß viele Marktplätze, doch was schlicht „Markt“ hieß, ist kein Platz, sondern eine Gasse. Sie führt vom Kaiserdom nach Westen zum Römerberg und war der „Königsweg“ der Krönungsprozession. Die soeben im Dom gekrönten Kaiser gingen über den Markt zum Römer, wo das Krönungsbankett stattfand. Am Markt liegt das Steinerne Haus aus dem 15. Jahrhundert.
Marktstraße, Bergen-Enkheim
Südlich des Berger Marktplatzes nach Osten verlaufende Ausfallstraße
Marquardstraße, Rödelheim, früher Friedrichstraße
nach mehreren Vertretern des einst in Rödelheim herrschenden Grafengeschlechtes.
Marschnerstraße, Nordend
Heinrich August Marschner (1795–1861), deutscher Komponist, Dirigent und Pianist. Der Vorschlag, die Straße nach Friedrich Merz umzubenennen, wurde 2003 fallengelassen. Denn es wurde bekannt, dass der Gründer des hier ansässigen Pharmaunternehmens Merz der NSADAP angehörte.
Mart-Stam-Straße, Kalbach-Riedberg
Mart Stam (1899–1986), niederländischer Architekt und Designer, wirkte mit Ernst May als Städtebauer in Frankfurt und später in der UdSSR, 1948–1952 in der DDR als Rektor an dortigen Akademien, ab 1955 selbständiger Architekt in den Niederlanden, ab 1966 in der Schweiz. In Frankfurt plante er die Hellerhofsiedlung. Benachbart zur Mart-Stam-Straße sind weitere Straßen nach Architekten des Neuen Frankfurts benannt.
Martha-Wertheimer-Platz, Sachsenhausen, bis 2022 Adlhochplatz
Martha Wertheimer (1890–1942), Journalistin, Schriftstellerin und Pädagogin. Als eine der ersten Frauen promovierte sie 1919 an der Frankfurter Universität. Der vorherige Namensgeber war der ehemalige katholische Stadtdekan Walter Adlhoch. Der Platz wurde 2022 umbenannt, weil gegen den 1985 verstorbenen Geistlichen 2011 und 2014 der Vorwurf erhoben wurde, er habe 1979 eine Minderjährige sexuell missbraucht.
Martin-Böff-Gasse, Fechenheim
Fechenheimer Fährmann, dessen Familie über hundert Jahre die Fähre nach Bürgel betrieb.
Martin-Elsässer-Weg und Martin-Elsässer-Platz, Ostend
Die Straße führt zur ehemaligen Großmarkthalle, die vom Architekten Martin Elsaesser (1884–1957) entworfen wurde, heute unter Denkmalschutz steht und in den Neubau der Europäischen Zentralbank integriert worden ist. Elsässer, 1925–1932 Leiter des Frankfurter Hochbauamtes, schuf weitere bedeutende Bauten in der Stadt (Gartenhallenbad Fechenheim, Pestalozzischule).
Martin-Henrich-Anlage, Schwanheim
Martin Henrich, Bildhauer aus Schwanheim
Martin-Luther-King-Park, Niederursel
Dr. Martin Luther King (1929–1968), US-amerikanischer Baptistenpastor und Bürgerrechtler. Organisierte 1963 den Marsch auf Washington für Arbeit und Freiheit, eine Demonstration zur Schaffung von Gleichberechtigung zwischen Schwarzen und Weißen. Ermordet in Memphis/Tennessee von einem weißen Rassisten.
Martin-Luther-Straße und Martin-Luther-Platz, Nordend
Dr. Martin Luther (1483–1546) ist einer der geistigen Väter der protestantischen Reformation. Seine 95 Thesen sollten Reformen in der katholischen Kirche auslösen, führten aber, da diese reformunwillig war, zur Abspaltung diverser protestantischer Glaubensgemeinschaften. Luther übersetzte die Bibel erstmals ins Deutsche, was letztlich zur Bildung einer einheitlichen deutschen Schriftsprache führte.
Martin-May-Straße, Sachsenhausen
Johann Martin May (1825–1919), Begründer der May’schen bzw. Sachsenhäuser Lederwerke. Deren letzter Standort lag benachbart in der Darmstädter Landstraße 27–33. Von der Bedeutung des Unternehmens kündet noch die Direktorenvilla in der Darmstädter Landstraße 27. Nach Martin Mays Enkel Ernst May, dem Frankfurter Siedlungsdezernenten von 1925 bis 1930, ist der Ernst-May-Platz in Bornheim benannt.
Martin-Niemöller-Straße, Kalbach-Riedberg
Martin Niemöller (1892–1984), evangelischer Theologe und führender Vertreter der Bekennenden Kirche. Wegen seines Widerstandes gegen den Nationalsozialismus ab 1937 bis 1945 im KZ Sachsenhausen und Dachau inhaftiert. Scharfer Gegner der Wiederbewaffnung und der atomaren Aufrüstung.
Martinskirchstraße, Schwanheim
die dem Heiligen Martin, Bischof von Tours und fränkischem Nationalheiligen geweihte Kirche entstand um 880 und soll der Legende nach dort gestanden haben, wo St. Kilian um 686 den Franken das Christentum gepredigt hatte. Sie war somit die älteste Kirche auf Frankfurter Stadtgebiet.
Martin-Weber-Platz, Bornheim
Martin Weber (1890–1941) war ein Frankfurter Kirchenbaumeister und Architekt. Viele katholische Kirchen in Frankfurt wurden nach seinen Plänen erbaut, z. B. die Heilig-Kreuz-Kirche in Bornheim, vor der sich der Platz befindet.
Martin-Zahn-Straße, Eckenheim
Martin Zahn (1924–2007). Eckenheimer Lokalpolitiker.
Martorffstraße, Dornbusch
Die Patrizierfamilie Martorff, aus Marburg zugezogen, ist bereits 1614 ausgestorben. Benachbart sind weitere Straßen nach Frankfurter Patriziern benannt.
Marxheimer Platz und Marxheimer Straße, Gallus
Marxheim, seit 1938 Stadtteil von Hofheim am Taunus, Main-Taunus-Kreis
Maßbornstraße, Harheim
nach dem unterhalb des Feldbergs entspringenden, bei der Hohemark in den Urselbach mündenden Maßborn
Massenheimer Straße, Bonames
Massenheim, Stadtteil von Bad Vilbel im Wetteraukreis, direkt an Frankfurter Stadtgebiet angrenzend.
Maßholderpfad, Griesheim
Feldahorn oder Maßholder, lat. Bezeichnung Acer campestre
Mathildenstraße und Mathildenplatz, Oberrad
Hannah Mathilde von Rothschild (1832–1924), Stifterin jüdischen Glaubens, gründete 1901 ein Altersheim
Matisseweg, Kalbach-Riedberg
Henri Matisse (1869–1954), eigentlich Henri Émile Benoît Matisse, war ein französischer Maler und Bildhauer. Matisse zählt zu den bedeutendsten Künstlern der Klassischen Moderne.
Matternstraße, Eckenheim
alteingesessene Eckenheimer Familie, stellte im 18. Jahrhundert einen Bürgermeister.
Mattiakerweg, Unterliederbach
Die Mattiaker waren sehr wahrscheinlich ein Teilstamm der germanischen Chatten, den Vorfahren der Hessen. So lautete der Name einer Siedlung auf dem Gebiete des heutigen Wiesbaden Aquae Mattiacorum.
Matthias-Beltz-Platz, Nordend-West
Matthias Beltz (1945–2002), Kabarettist und freier Autor, Mitbegründer des Tigerpalasts
Matthias-Claudius-Straße, Eschersheim
Matthias Claudius (1740–1815), deutscher Dichter und Journalist, bekannt als Lyriker mit volksliedhafter, intensiv empfundener Verskunst. Sein bekanntestes Gedicht, zum Lied vertont, ist wohl „Der Mond ist aufgegangen“.
Mausgasse, Altstadt
Das nach dem kleinen grauen Nagetier benannte Gässchen zweigte südlich von der ehemaligen Schnurgasse (heute: Berliner Straße) ab. Die Parallelstraße hieß übrigens, passenderweise, Rattengasse. Die Mausgasse führte zum Erlanger Hof, dem Messequartier der Kaufleute der fränkischen Stadt.
Mauritiusstraße, Schwanheim
Der Heilige Mauritius, eingedeutscht Moritz, ist Patron der Schwanheimer katholischen Kirche.
Max-Beckmann-Straße, Sachsenhausen
Max Beckmann (1884–1950), deutscher Maler und Graphiker. 1925 wird Beckmann Leiter der Meisterklasse am Städel in Frankfurt. 1933 Opfer der Schandausstellung „Entartete Kunst“, emigrierte über die Niederlande in die USA.
Max-Bock-Straße, Dornbusch
Max Bock (1888–1953), hessischer Gewerkschaftsführer und Landtagsabgeordneter.
Max-Born-Straße, Kalbach-Riedberg
Max Born (1882–1970), 1914 Berufung zum Physik-Professor an die Universität Frankfurt/Main. Born schreibt Arbeiten zur Relativitätstheorie und zur elektronischen Wellentheorie. 1933 wegen seiner jüdischen Abstammung entlassen und nach Großbritannien emigriert, 1954 zurückgekehrt. Nobelpreis für Physik für seine Arbeiten zur Quantenmechanik und Kristallgittertheorie.
Max-Bromme-Steig, Bornheim
Max Bromme (1878–1974), Frankfurter Gartenbaudirektor. Entwarf die Gestaltung des I.G.-Farben-Gebäudes als auch die Erweiterung des Frankfurter Hauptfriedhofes.
Max-Eyth-Straße, Fechenheim
Max Eyth, ursprünglich Eduard Friedrich Maximilian Eyth (1836–1906), deutscher Ingenieur und Schriftsteller. 1896 geadelt.
Max-Hartig-Weg, Höchst
Max Hartig (1872–1947), Gewerkschaftsführer, Kommunalpolitiker, 1923–1924 stv. Bürgermeister von Höchst.
Max-Hirsch-Straße, Riederwald (1935–1945 Tilsiter Straße)
Max Hirsch (1832–1905), Politiker jüd. Glaubens, Mitglied des Reichstages im Kaiserreich, Mitbegründer der Hirsch-Dunckerschen Gewerkvereine.
- Tilsit, heute die russische Stadt Sowetsk im ehemaligen Ostpreußen

Max-Holder-Straße, Kalbach-Riedberg
Max Holder, Ingenieur aus Metzingen bei Reutlingen, Konstrukteur von Landmaschinen.
Max-Horkheimer-Straße, Westend
Max Horkheimer (1895–1973) Führender Kopf der Frankfurter Schule, Straße auf dem Campus Westend; bis 4. Februar 2015 hieß dieser Straßenabschnitt Lübecker Straße.
Maximilianstraße, Bornheim
Maximilian I (1459–1519), aus dem Hause Habsburg, wurde 1486 in Frankfurt zum König gewählt, ab 1508 deutscher Kaiser.
Max-Kirschner-Weg, Heddernheim
Dr. Max Kirschner (1886–1975), geb. in München, ab 1919 praktischer Arzt in Heddernheim (Praxis in der Heddernheimer Landstraße), wegen seiner jüdischen Abstammung Entzug der Approbation durch die Nazis, zeitweise Verschleppung ins KZ Buchenwald, 1938 Emigration mit seiner Familie über England in die USA. Seine Erinnerungen erschienen 2004 unter dem Titel: „Weinen hat seine Zeit und Lachen hat seine Zeit“.
Max-Leichter-Weg, Eckenheim
Max Leichter (1920–1981), geboren in Eckenheim, deutscher Ringer der Spitzenklasse.
Max-Planck-Straße, Nieder-Eschbach
Max Karl Ernst Ludwig Planck (1858–1947), bedeutender deutscher Physiker, wird als Begründer der Quantenphysik betrachtet
Max-Pruss-Straße, Bockenheim
Max Pruss (geb. 1891), Kommandant der LZ 129 „Hindenburg“, die 1937 in Lakehurst (USA) verbrennt. Pruss überlebt mit schweren Brandverletzungen.
Max-Quarck-Straße, Sachsenhausen (1933–1945 Meraner Straße)
Dr. Max Quarck (1880–1930), Leiter der Redaktion der „Frankfurter Volksstimme“, leidenschaftlicher Vorkämpfer der Arbeiterklasse. Mitglied im Frankfurter Stadtparlament. 1912–1921 Mitglied des Reichstages.
- Meran, Stadt in Südtirol

Max-Reger-Straße, Sachsenhausen
Max Reger (1873–1916), deutscher Komponist, Pianist und Dirigent.
Max-von-Laue-Straße, Kalbach-Riedberg
Max von Laue (1879–1960), deutscher Physiker und Professor. Entdeckte 1912 die Beugung von Röntgenstrahlen an Kristallen. Für seine Arbeit erhielt von Laue 1914 den Nobelpreis für Physik
Max-von-Pettenkofer-Weg, Kalbach-Riedberg
Max Josef von Pettenkofer (1818–1901), deutscher Chemiker und Hygieniker. Die Stadt München verdankt seiner Initiative das Kanalisationssystem, ein wesentliches Element im Kampf gegen Epidemien wie Cholera. Auch als Chemiker gelangen ihm einige bedeutende Erfindungen
Maybachstraße, Eschersheim
vermutlich nach dem Eisenbahnkoordinator Albert von Maybach (1822–1904), analog zur südlich parallel zur Bahnlinie verlaufende Thielenstraße nach dem „Eisenbahnminister“ Karl von Thielen (1832–1906).
Mayfarthstraße, Ostend
benannt nach der ehemaligen Philipp Mayfarth’schen Maschinenfabrik in Fechenheim. 1955 von der DEMAG übernommen und später Standort aufgelöst.

## Me
Mechtildstraße, Dornbusch
Mechtild von Breuberg, die erste namentlich bekannte Besitzerin des Kühhornshofes, verkaufte 1323 den Besitz an Jakob Knoblauch.
Mecklenburger Straße, Nieder-Erlenbach
Mecklenburg, ein jahrhundertealtes reichsunmittelbares Territorium im Nordosten von Deutschland, ist heute der westliche und größere Teil des 1945 geschaffenen Landes Mecklenburg-Vorpommern.
Meerholzer Straße, Fechenheim
Meerholz, Stadtteil von Gelnhausen im Main-Kinzig-Kreis.
Meersburger Straße, Fechenheim
Meersburg am Bodensee, Stadt im Bodenseekreis / Baden-Württemberg.
Meier-Seligmann-Weg, Bergen-Enkheim
Meier Seligmann (1872–1942), Metzgermeister, jüdischer Bürger Bergen-Enkheims, 1942 nach Hanau verschleppt und seitdem verschollen, seine Ehefrau Ella ist im KZ Minsk verschollen.
Meininger Weg, Zeilsheim
Meiningen, Kreisstadt im Landkreis Schmalkalden-Meiningen / Thüringen
Melanchthonplatz, Oberrad
Philipp Melanchthon, eigentlich Schwartzerdt (1497–1560); Philosoph, Humanist, Theologe. Wurde als „Praeceptor Germaniae“ (Lehrer Deutschlands) neben Martin Luther als Reformator treibende Kraft der deutschen und europäischen kirchenpolitischen Reformation. Zu Frankfurt bestand eine recht intensive Beziehung, mit mehrfachen Aufenthalten in dieser Stadt.
Melchiorstraße, Höchst
Johann Peter Melchior (1747–1825), Düsseldorfer Bildhauer, schuf für die Höchster Porzellanmanufaktur die wohl schönsten Porzellanwerke.
Melemstraße, Nordend
Patrizierfamilie, ursprünglich aus Mehlem am Rhein eingewandert. Johann von Melem erbaute das Steinerne Haus. Die Familie ist 1654 in Frankfurt ausgestorben.
Melibocusstraße, Niederrad
Der Melibokus, auch Malchen genannt, ist ein 517 m hoher Berg im hessischen Odenwald.
Melli-Beese-Straße, Bockenheim
Amelie Hedwig Boutard-Beese (1886–1925), besser bekannt unter ihrem Rufnamen Melli Beese, war die erste Frau, die in Deutschland die Pilotenprüfung ablegte.
Melsunger Straße, Seckbach
Melsungen, Kurstadt im Schwalm-Eder-Kreis, an der Fulda gelegen.
Mendelssohnstraße, Westend (1938–1945 Joseph-Haydn-Straße)
Felix Mendelssohn Bartholdy (1809–1847), deutscher Komponist der Romantik. Schuf Werke wie Sinfonien, Oratorien, Lieder, Kantaten und Konzerte, die sich auch heute noch großer Beliebtheit erfreuen.
- Joseph Haydn (1732–1809) war ein führender österreichischer Komponist der Wiener Klassik.

Mercatorstraße, Nordend
Gerhard Mercator, eigentlich Gerard De Kremer (1512–1594), Mathematiker und Kartograf. Er schuf die erste Europakarte (1562) und das erste Kartensammelwerk, den Atlas. Die von ihm erfundene Kartenprojektion, schlicht Mercator-Projektion genannt, wird auch heute noch häufig angewandt.
Mergenthalerstraße, Seckbach
Ottmar Mergenthaler (1854–1899), Uhrmacher aus Bad Mergentheim, gestorben in Baltimore/USA, ist der Erfinder der Linotype-Setzmaschine, die das Druckwesen revolutionierte.
Merianplatz und Merianstraße, Nordend
Matthäus Merian, der Ältere (1593–1650) gebürtig aus Basel. Kupferstecher und Verleger. Lebte lange in Frankfurt. Er ist vor allem wegen der von ihm gestochenen und herausgegebenen Stadtansichten und -pläne bekannt geworden.
Mertonstraße, Westend (1938–1945 Universitätsstraße)
Wilhelm Merton (1848–1916) war ein Frankfurter Unternehmer. 1881 Gründer der Metallgesellschaft. Eine der treibenden Kräfte zur Stiftung der Johann Wolfgang Goethe-Universität. Wilhelm Merton gilt insbesondere wegen seines sozialpolitischen Engagements als einer der bedeutendsten deutschen Unternehmensgründer der Wilhelminischen Epoche. Nach ihm ist im Stadtteil Heddernheim eine neue Wohn- und Industriesiedlung als Mertonviertel bekannt.
Merziger Weg, Schwanheim
Merzig, Kreisstadt des Landkreises Merzig-Wadern im Saarland
Messelweg, Praunheim (1942–1945 Wallotweg)
Prof. Dr. h. c. Alfred Messel (1853–1909), Architekt jüdischen Glaubens, baute viele Großbauten in Berlin, aber auch das Landesmuseum in Darmstadt.
- Prof. Paul Wallot (1841–1912), Baumeister, u. a. Erbauer des Reichstagsgebäudes in Berlin

Meta-Gadesmann-Straße, Gallus
Meta Friederike Margarete Johanna Gadesmann (1881–1962), Vertraute und Testamentsvollstreckerin des T&N-Firmengründers Harry Fuld, Verbandsbeamtin (Verband der weiblichen Arbeitnehmer (VWA)). Kauffrau. Kommunalpolitikerin. Kunstsammlerin.
Metzlerstraße, Sachsenhausen-Nord
Die Frankfurter Bankiersfamilie von Metzler, Gründer des Bankhauses Metzler, sind in der Stadt als großzügige Mäzene tätig.
Metzstraße, Bockenheim
Franz Metz (1878–1945), Frankfurter Reichstagsabgeordneter von 1928 bis 1933 und Bezirkssekretär der Metallarbeitergewerkschaft von 1907 bis 1928. 1944 in das KZ Dachau eingeliefert, starb er, als beim Heranrücken der Alliierten das KZ evakuiert und die entkräfteten Häftlinge zu Fuß nach Bad Tölz in Marsch gesetzt wurden.

## Mi
Michaelstraße, Sossenheim
der Erzengel Michael ist Kirchenpatron der dortigen katholischen Kirche.
Michael-Stumpf-Straße, Höchst
Michael Stumpf war 1539 Bürgermeister der damals selbstständigen Stadt Höchst. Diese Information findet sich in der ältesten erhaltenen Stadtrechnung von Höchst.
Mierendorffstraße, Dornbusch
Carlo Mierendorff (1897–1943), SPD-Politiker, Sozialwissenschaftler und Schriftsteller. Widerstandskämpfer, mehrfach in Konzentrationslagern interniert. Mitglied des Kreisauer Kreises. Kommt 1943 bei einem Luftangriff auf Leipzig ums Leben.
Milseburgstraße, Bergen-Enkheim
Der Berg Milseburg ist mit 835 m die höchste Erhebung der zur Rhön gehörenden Kuppenrhön.
Miltenberger Straße, Sachsenhausen
Miltenberg am Main, Kreisstadt des gleichnamigen Landkreises in Unterfranken/Bayern.
Miquelallee und Miquelanlage, Westend
Dr. Johannes von Miquel (1828–1901) war von 1880 bis 1890 der zweite Frankfurter Oberbürgermeister nach der preußischen Okkupation 1866, ab 1890 preußischer Finanzminister. Galt in beiden Ämtern als sehr erfolgreich. Durch eine geschickte soziale Finanzpolitik machte er aus der altehrwürdigen Kaiserwahlstadt eine aufstrebende Metropole. In seine Amtszeit fielen eine Reihe von wichtigen öffentlichen Bauten, z. B. der Bau der ersten Kläranlage 1882, die Kanalisierung des Mains und der Neubau des Westhafens (1886) sowie des Hauptbahnhofes (1888).
Mithrasstraße, Heddernheim
bei Ausgrabungen auf dem Gelände der ehemaligen römischen Stadt Nida fand man 1826 hier einen Tempel, erbaut zu Ehren des persischen Sonnengottes Mithras, in der Folgezeit wurden noch vier weitere entdeckt.
Mitscherlichplatz, Westend-Nord
Das Ehepaar Alexander (1908–1982) und Margarete Mitscherlich (1917–2012) waren Ärzte und Psychoanalytiker, die in Deutschland führend in dieser Fachrichtung standen und seit 1967 in Frankfurt lebten. Sehr bekannt ihr gemeinsames Buch „Die Unfähigkeit zu trauern. Grundlagen kollektiven Verhaltens“. Vor allem ihre Beschäftigung mit der Massenpsychose der Zeit des Nationalsozialismus setzte Maßstäbe.
Mittelweg, Nordend
Flurbezeichnung, 1846 offiziell Mittelweg benannt. Zuvor Judenweg genannt, da die Juden von außerhalb Frankfurts auf dem hiesigen Judenfriedhof beerdigt werden durften und dann der Leichenzug diesen Weg zu nehmen hatte.
Mittlerer Schafhofweg, Sachsenhausen
nach dem ehemaligen Schaf- oder auch Sandhof, in dem die im Stadtwald weidenden Schafe bei Nacht untergebracht waren.

## Mo
Mockstädter Straße, Sindlingen
Mockstadt gibt es als Nieder-Mockstadt, Ortsteil von Florstadt und Ober-Mockstadt, Ortsteil von Ranstadt, beide im Wetteraukreis, nur wenige Kilometer auseinander.
Mombacher Weg, Sossenheim
Mombach, seit 1907 Stadtteil von Mainz
Mönchhofstraße, Gallus
Gottfried von Eppstein verkaufte 1290 einen Gutshof bei Kelsterbach an die Nonnen des Mainzer Reichsklarenklosters. Dieses wurde 1803 säkularisiert und die Güter, also auch der Mönchshof, fielen an den Großherzog von Hessen.
Monchstraße, Bonames
Monch war um 1500 Schultheiß von Bonames.
Monetweg, Kalbach-Riedberg
Claude Monet (1840–1926), französischer Maler des Impressionismus.
Monisstraße, Dornbusch
Frankfurter Patrizier- und Tuchhändlerfamilie, die mit Johann Monis um 1430 mehrfach den Älteren Bürgermeister, heute würde man dazu Oberbürgermeister sagen, der Stadt Frankfurt stellte.
Montabaurer Straße, Sossenheim
Montabaur, Kreisstadt des Westerwaldkreises in Rheinland-Pfalz
Montgolfier-Allee, Bockenheim
Die Brüder Joseph Michel Montgolfier (1740–1810) und Jacques Étienne Montgolfier (1745–1799) waren die Erfinder des Heißluftballons, der Montgolfière.
Mörfelder Landstraße, Sachsenhausen
Mörfelden-Walldorf ist eine Vorstadtgemeinde im Südwesten Frankfurts.
Morgensternstraße, Sachsenhausen
Nicht der Dichter Christian Morgenstern, sondern der Maler und Kupferstecher Johann Ludwig Ernst Morgenstern (1738–1819) ist der Namensgeber. Er war 1772 nach Frankfurt zugezogen und gab dem jungen Goethe Unterricht im perspektivischen Zeichnen. Sein Sohn Johann Friedrich Morgenstern (1777–1844), sein Enkel Karl Morgenstern (1811–1893) und sein Urenkel Friedrich Ernst Morgenstern (1853–1919) setzten die Familientradition fort.
Mörikestraße, Dornbusch
Eduard Mörike (1804–1875) war ein deutscher Lyriker der Schwäbischen Schule, Erzähler und Übersetzer sowie Pfarrer. Nur einige Gedichte von ihm werden heute noch gerne zitiert.
Mörsergasse, Altstadt
Diese kleine Gasse zweigte südlich von der Schnurgasse (heute: Berliner Straße) ab. Ein Mörser ist eine Reibschale zur Pulverisierung von festen Substanzen.
Morsestraße, Bockenheim
Samuel Finley Breese Morse (1791–1872), US-amerikanischer Erfinder und Professor für Malerei, Plastik und Zeichenkunst. Bekannt wurde er durch die Erfindung eines Vorläufers des heutigen Morsecodes.
Moselstraße, Bahnhofsviertel
Mosel, 544 km langer Fluss, entspringt in den französischen Vogesen, streift Luxemburg, fließt durch Trier und mündet bei Koblenz in den Rhein. Berühmt durch seine Weinbaugebiete und malerische Berglandschaften.
Motzstraße, Riederwald
Friedrich Christian Adolf von Motz (1775–1830), preußischer Politiker (von 1825 bis 1830 preußischer Finanzminister), Wegbereiter und Mitbegründer des Deutschen Zollvereins.
Mousonstraße (ehemals Bergweg, bis 1948, zum 150-jährigen Jubiläum der Firma Mouson Gwinnerstraße), Ostend
Benannt nach der Seifenfabrik Mouson bzw. nach ihrem zeitweiligen Inhaber Johann Georg Mouson, der vermutlich am Frankfurter Wachensturm beteiligt war. Hier steht der heute denkmalgeschützte Mousonturm.
Mozartplatz, Westend
Wolfgang Amadeus Mozart (1756–1791), einer der berühmtesten Komponisten der Welt. Viele Ohrwürmer verdanken ihm ihr langes Leben. Gab im zarten Alter von sieben Jahren in Frankfurt vier Konzerte, die auch dem damals 14 Jahre alten Goethe gefallen haben.

## Mu
Muckermannstraße, Praunheim
Friedrich Muckermann (1883–1946), Jesuitenpater, Literarhistoriker und -kritiker, 1932 Goethepreis der Stadt Frankfurt, musste 1934 in die Niederlande emigrieren, gab dort die Exilzeitschrift „Der Deutsche Weg“ heraus und warnte früh den Vatikan vor den Gefahren des Nationalsozialismus
Mühlbruchstraße, Sachsenhausen
Nach einem früher dort gelegenen Bruch = sumpfigem Gelände
Mühlheimer Straße, Fechenheim
Mühlheim am Main, Stadt im Landkreis Offenbach
Mühlweg, Seckbach
Der Name erinnert an die Seckbacher Mühle, deren Mühlsteine sich noch heute vor dem Haus Hintergasse 16 finden.
Mühlwehrstraße, Hausen
nach dem Niddawehr, mit dem in Hausen eine Getreidemühle betrieben wurde.
Mühlwiesenstraße, Hausen
Wiesengelände, das einst zur Hausener Mühle gehörte.
Mulanskystraße, Bockenheim
Ernst Mulansky (1881–1945), bis 1933 Erster Bevollmächtigter des Deutschen Metallarbeiter-Verbandes (DMV) und Vorsitzender des Reichsbanners Schwarz-Rot-Gold; mehrmals verhaftet, 1944 Deportation ins KZ Dachau, 1945 umgekommen.
Müllerstraße, Bockenheim
Peter Wilhelm Müller (1788–1881) vermachte der Stadt eine bedeutende Stiftung zu Gunsten „verschämter Armer“.
Mümlingstraße, Oberrad
Die Mümling ist ein ca. 50 km langer Fluss, der dem Mümlingtal im Odenwald seinen Namen gibt
Mumm-von-Schwarzenstein-Straße, Nied
Dr. jur. Daniel Heinrich Mumm von Schwarzenstein (1818–1890), erster Frankfurter Oberbürgermeister von 1867 bis 1880, nachdem die Stadt von Preußen 1866 okkupiert wurde und ihre Eigenständigkeit als Freie Stadt Frankfurt verlor.
Münchener Straße (vormals Kronprinzenstraße), Bahnhofsviertel
München, Hauptstadt Bayerns. Die Straße war vor 1947 analog zur Kaiserstraße nach einem Mitglied der Kaiserfamilie, dem Kronprinzen benannt.
Münsterer Straße, Gallus
Spontan an Münster in Westfalen gedacht – und falschgelegen. Diese Straße ist benannt nach Münster, einem Stadtteil von Kelkheim im Main-Taunus-Kreis, denn alle umliegenden Straßen sind nach Orten dieser Region ausgerichtet.
Münsterer Weg, Zeilsheim
Dieser unbewohnte Weg führt klassisch eindeutig nach Münster, dem benachbarten Stadtteil von Kelkheim.
Münzenberger Straße, Nordend
Münzenberg, Stadt im Wetteraukreis. Bestens bekannt durch das „Wetterauer Tintenfass“, die Ruine der Burg Münzenberg, um 1160 unter Kaiser Barbarossa erbaut.
Münzgasse, Altstadt
Bis 1866 hatte Frankfurt das Münzregal, also das Recht, in Eigenregie Münzen zu prägen. In genannter Straße war die letzte Frankfurter Münzprägeanstalt, kurz Münze genannt, angesiedelt.
Musikantenweg, Nordend
unbewiesen, aber doch denkbar: Bornheimer Musikanten sollen diesen Weg benutzt haben, wenn sie in Frankfurt zum Tanz aufspielten.

## My
Myliusstraße, Westend
Heinrich Mylius, ursprünglich Heinrich Müller (1769–1854), geboren in Frankfurt, wurde reich in Mailand, stiftete seiner Heimatstadt erkleckliche Summen, die u. a. der Taubstummen- und Blindenanstalt, den Kleinkinderschulen und der Senckenbergischen Naturforschenden Gesellschaft zuflossen.